# Lothar Poßner
Lothar Poßner (* 4. Oktober 1896 in Ziegenrück, Kreis Ziegenrück, Preußen; † 26. August 1972 in Güglingen, Baden-Württemberg) war ein deutscher Maschinenbauingenieur und Hochschulprofessor.

## Leben
Poßner besuchte die Städtische Realschule zu Pößneck, wurde 1915 Soldat im Ersten Weltkrieg und geriet 1917 schwer verwundet in britische Gefangenschaft. Nach seiner Entlassung studierte er an der Technischen Hochschule in Darmstadt Maschinenbau und promovierte 1925 mit einer Arbeit über Freiballons. Er arbeitete als Konstrukteur auf den Gebieten der Wärmetechnik und des Flugzeugbaus, ab 1943 als Dozent an verschiedenen Ingenieur- und Fachschulen und wurde 1954 zum Professor mit vollem Lehrauftrag an die Hochschule für Elektrotechnik Ilmenau (heute Technische Universität Ilmenau) berufen, wo er bis zu seiner Emeritierung 1961 das Institut für Maschinenkunde leitete. Er veröffentlichte zahlreiche Arbeiten zu Fragen der Kinematik und Statik im Maschinenbau.

## Schriften
- Die Berechnung und Gestaltung von Rauchgasvorwärmern. Verlag Julius Springer Berlin 1929
- Die Mechanik des Flugmotors. 4 Selbstunterrichtsbriefe, System Karnak-Hachfeld. Verlag Bonnes u. Hachfeld. Potsdam 1943
- Flugmotoren. Selbstunterrichtsbriefe, Svstem Karnak-Hachfeld. Verlag Bonnes u. Hachfeld. Potsdam 1944
- Ein Vorläufer zu Reuleaux: Theoretische Kinematik (1875). Wiss. Z. Hochschule Elektrotechnik Ilmenau 3 (1957) H. 3
- Kinematik. Hochschule f. Elektrotechnik, Institut f. Maschinenkunde 1958. 92 S., Textband zur Vorlesung. (Als Manuskript veröffentlicht.)
- Mathematische Hilfsmittel für die Vorbereitung der Automatisierung der Produktion und Verwaltungsarbeit in der mechanischen Industrie. Verlag „Die Wirtschaft“ 1959
- Matrizenrechnung in der Massenfertigung. Wiss. Zeitschrift d. H. f. E. in Ilmenau 4 (1958) Heft 3
- Das räumliche Gelenkviereck für zwei windschiefe Lagen der Koppel. (Als Manuskript veröffentlicht.)
- Die Kinematik der gekoppelten Doppelschubkurbel. (Als Manuskript veröffentlicht.)